# Старовойтов, Геннадий Семёнович
Старовойтов Геннадий Семенович (7 июля 1929, село Шкотово, Приморский край — 27 февраля 2006, Сыктывкар) — советский, российский художник, живописец и график.

## Биография и творчество
Родился Старовойтов в селе Шкотово Приморского края 7 июля 1929 года. В 1932 г семья переехала в Ленинград. Детство прошло в Ленинграде, затем в 1941 г эвакуация в детский дом на Вятке. В 1943 по «Коридору смерти» с другими детдомовцами-ленинградцами был возвращен в блокадный Ленинград и мобилизован в Трудовые резервы.
1943—1945 гг Работа и учёба в РУ № 14, РУ № 18 — на Петрозаводе, в Архитектурно-Художественном РУ N9 по отделке зданий.
1945—1949 гг Учился в Средней Художественной Школе (СХШ) при институте им. Репина в Ленинграде.
1949—1954 гг Проходил срочную службу на Северном Флоте.
1955—1957 гг Работа на Ждановском заводе в Ленинграде. 1957 г Участник юбилейной выставки СХШ при институте им. Репина, экспонировавшейся во Франции в гор. Тулузе.
1959—1964 гг Занимался в институте живописи, скульптуры и архитектуры им. И. Е. Репина Академии Художеств СССР в мастерской профессора Моисеенко Е. Е.
1964 г Направлен в Коми АССР в город Воркуту. Многие картины этого периода посвящены суровой северной природе и нелегкому шахтерскому труду.
С 1983 г жил и работал в г. Сыктывкаре. Участник Воркутинских, Республиканских, Зональных выставок «Советский Север».
2001 г Персональная выставка в Национальной галерее Республики Коми. Персональная выставка в г. Усинске.
2003 г Персональная выставка в Санкт-Петербурге.
Для манеры Старовойтова характерна мастерская композиция, яркие, чистые цвета.

## Память
Картины художника находятся в Национальной галерее Республики Коми, частных коллекциях.

## Награды и звания
- Медаль «Ветеран Труда»